# Brumoides blumi
Brumoides blumi är en skalbaggsart som först beskrevs av Nunenmacher 1934.  Brumoides blumi ingår i släktet Brumoides och familjen nyckelpigor. Inga underarter finns listade i Catalogue of Life.